# Цветът на страстта
„Цветът на страстта“ (на испански: El color de la pasión) е мексиканска теленовела от 2014 г., режисирана от Хуан Пабло Бланко и Франсиско Франко и продуцирана от Роберто Гомес Фернандес за Телевиса, създадена по оригиналната история от Куаутемок Бланко и Мария дел Кармен Пеня.
В главните положителни роли са Есмералда Пиментел и Ерик Елиас, а в отрицателните – Клаудия Рамирес и Химена Ромо. Специолно участие вземат актьорите Рене Стриклер, Еухения Каудуро и първата актриса Елена Рохо.

## Сюжет
Първа част (първите 5 епизода)
Адриана е омъжена за Алонсо Гахиола, собственик на фабрика. Двамата живеят с двете сестри на Адриана – Ребека и Магдалена. Адриана и Алонсо имат стабилен брак, в който всичко изглежда чудесно. Те не си дават сметка, че Ребека е капризна и потайна жена, но достатъчно интелигентна, за да убеди всички около себе си, че е истински ангел. Само Магдалена познава недостатъците на по-малката си сестра и подозира нейните намерения, но е погълната от мъка, заради изчезването на годеника ѝ – тази загуба я принуждава да се отдели в манастир. Ребека винаги е завиждала на сестра си Адриана, защото тя е омъжена за Алонсо. След като се разбира, че Адриана е бременна, завистта на Ребека се превръща в омраза. Съдбата и този път се намесва, като разделя Алонсо и Адриана – Алонсо трябва да замине служебно, а Адриана претърпява инцидент по време на бременността – само бебето е спасено. Алонсо е съкрушен и се оттдава на дъщеря си Лусия.
Втора част
Изминали са 24 години. Алонсо и Ребека са женени. Ребека се е превърнала в истинска майка за Лусия. Алонсо и Ребека имат дъщеря, Нора, която е 2 години по-малка от Лусия. Двете нямат нищо общо – Лусия е добро и сърдечно момиче, а Нора е капризна и манипулативна – същата като майка си. Тайните от миналото, които ще преобърнат света на героите, не могат да бъдат вечно пазени.

## Актьори
Част от актьорския състав:
- Есмералда Пиментел – Лусия Глахиола Мурийо
- Ерик Елиас – Марсело Ескаланте Фуентес
- Клаудия Рамирес – Ребека Мурийо де Гахиола
- Рене Стриклер – Алонсо Гахиола Белтран
- Еухения Каудуро – Магдалена Мурийо
- Елена Рохо – Милагрос Фуентес вдовица де Валдивия
- Арселия Рамирес – Сара Ескера
- Химена Ромо – Нора Гахиола Мурийо
- Орасио Панчери – Алонсо (млад)
- Патрисия Рейес Спиндола – Тринидад Барера де Тревиньо

## Премиера
Премиерата на Цветът на страстта е на 17 март 2014 г. по Canal de las Estrellas. Последният 121. епизод е излъчен на 31 август 2014 г.
| Година | Излъчване                     | Епизоди | Премиера     | Премиера         | Финал          | Финал         |
| Година | Излъчване                     | Епизоди | Дата         | Рейтинг Премиера | Дата           | Рейтинг Финал |
| ------ | ----------------------------- | ------- | ------------ | ---------------- | -------------- | ------------- |
| 2014   | понеделник – петък – 18:20 ч. | 121     | 17 март 2014 | 15.5             | 31 август 2014 | 22.8          |